# 8330 Fitzroy
8330 Fitzroy (1982 FX3) là một tiểu hành tinh vành đai chính được phát hiện ngày 28 tháng 3 năm 1982 bởi H. Debehogne ở Đài thiên văn Nam Âu.